# Vjetrohvat
Vjetrohvat je konstrukcija u obliku dimnjaka koja je smještena iznad objekta, a ima dva funkcionalna otvora koji služe dovođenju i odvođenju zraka. Otvori vjetrohvata smješteni su najčešće na svim fasadama tornja zbog učinkovitijeg dovođenja svježeg zraka. Ulazni zrak dolazi i iz kanatskog tunela, koji prolazi do prostorije kroz okomito okno i pritom stvara niski tlak (Bernoullijev učinak), te izvlači hladni zrak iz kanata u prostoriju gdje se miješa sa svježim zrakom koji dolazi iz vjetrohvata. U suhim pustinjskim područjima ovaj sustav može smanjiti temperaturu zraka i preko 15 °C, a jedan kanat može služiti za hlađenje više vjetrohvata. Ipak, miješani zrak je i dalje relativno suh, ali ugodan za boravak. Sustavi hlađenja pomoću kanata i vjetrotornja rabe se u pustinjskim područjima preko 1000 godina.
Vjetrohvat je uobičajen u tradicionalnoj iranskoj arhitekturi za stvaranje prirodnog provjetravanja u zgradama, a danas se mogu pronaći širom Jugozapadne Azije.

## Način rada
Središnji Iran ima veliku temperaturnu razliku između noći i dana. Mnoge zgrade su sagrađene od debele keramike, koja djeluje kao toplinska izolacija (vrlo mali koeficijent toplinske vodljivosti k). Osim toga, kuće su vrlo blizu jedna druge, s malim prozorima, da bi se umanjio utjecaj sunčeve energije i grijanja.
Konstrukcija vjetrohvata se ostvaruje na nekoliko načina, ali najčešće se gradi visoka kula, koja ima otvor s jedne strane, i to obično na strani gdje su puhali uobičajeni vjetrovi, kako bi ih se moglo “uhvatiti”. Strujanje zrake je ulazilo u središte zgrade, kako bi mogla hladiti unutrašnjost. 
Ponekad se koristio i kanat ili podzemni kanal koji je dopremao pitku vodu. Vrući zrak je ulazio u otvor za kanat, hladio se u dodiru s hladnijom zemljom i vodom, a zatim bi prolazio kroz unutrašnjost zgrade i izlazio kroz otvor na visokoj kuli. Na taj način se unutrašnjost prostorija hladila slično kao sunčevim dimnjakom.
Konstrukcija vjetrohvata je bila toliko uspješna, da se koristila i kao rashladni uređaj ili jakčal (perz. spremište leda). Već oko 400. pr. Kr. perzijski inženjeri svladali su tehnike čuvanja leda u pustinjama usred ljeta. Led su u velikim količinama donosili tijekom zime s obližnjih planina, a pohranjivali su ga u posebno projektirane prirodne hladnjače ili jakčale, koji se sastoje od velike i debelim zidovima dobro izolirane prostorije, koja je pri dnu spojena na kanat, gdje je koristila hladan podzemni zrak za rasladnjivanje tijekom velikih vrućina. Zahvaljujući tom sustavu led se topio vrlo sporo, i bio je dostupan tijekom cijele godine.